# Dublje (Bogatić)
Dublje (em cirílico: Дубље) é uma vila da Sérvia localizada no município de Bogatić, pertencente ao distrito de Mačva, na região de Mačva. A sua população era de 2893 habitantes segundo o censo de 2011.

## Demografia
| 1948  | 1953  | 1961  | 1971  | 1981  | 1991  | 2002  | 2011  |
| ----- | ----- | ----- | ----- | ----- | ----- | ----- | ----- |
| 4 004 | 4 213 | 4 123 | 3 793 | 3 558 | 3 532 | 3 317 | 2 893 |